# Kick Axe
Kick Axe ist eine kanadische Heavy-Metal- und Hard-Rock-Band. Sie wurde in den 1970ern gegründet und veröffentlichte in den Achtzigern drei Alben. Nach einer längeren Ruhezeit folgte im Jahr 2004 ein weiteres Album.

## Geschichte
1974 formierte sich in Regina in der Provinz Saskatchewan die Gruppe Hobbit. Nach diversen Konzerten und Besetzungswechseln wurde der Name 1976 in Kick Axe geändert. Im Jahr 1981 gelangte die Gruppe mit dem Lied Reality Is the Nightmare auf das Kompilationsalbum Playboy Street Rock des Männermagazins Playboy.
Im Jahr 1984 veröffentlichte Kick Axe ihr erstes Album Vices. Produziert wurde es von Spencer Poffer für dessen Label Pasha unter dem Mutterlabel CBS. Zu dieser Zeit war George Criston Leadsänger, Urmitglied Victor Langen spielte E-Bass, Raymond Arthur Harvey und Larry Gillstrom, das zweite Urmitglied, waren die beiden Gitarristen und als Schlagzeuger fungierte Brian Gillstrom. In einer Rezension der Musikzeitschrift Kerrang wurde das Album gelobt und dessen Originalität betont. Vices erreichte Platz 66 der kanadischen RPM-100-Albumcharts und auf dem amerikanischen Markt kam es auf Platz 126 der Billboard 200. Im Sommer 1984 tourte die Band im Vorprogramm von Judas Priest durch die USA, danach folgten Auftritte mit Quiet Riot, Whitesnake und den Scorpions. Im selben Jahr steuerte Kick Axe für den Film Up the Creek (deutscher Titel: Das turbogeile Gummiboot) den Titel 30 Days in the Hole bei, ein Cover eines Humble-Pie-Stücks.
1985 folgte das Album Welcome to the Club, das auf den Platz 93 der RPM-Charts kam. Darin enthalten war eine Coverversion von With a Little Help from My Friends, an der unter anderem Lee Aaron mitwirkte. Die Singleauskoppelung erreichte Platz 79 der RPM-Charts. Am Soundtrack zum Film Transformers – Der Kampf um Cybertron war die Band 1986 unter dem eigens dafür gewählten Namen Spectre General mit den Liedern Hunger und Nothin's Gonna Stand In Our Way beteiligt. 1986 kam noch das Album Rock the World heraus, ab 1988 war die Band zunächst nicht mehr aktiv, meldete sich aber 2004  mit Kick Axe IV zurück.

## Stil
Uwe Lerch attestierte der Band in Crash einen „niveauvollen, melodischen und virtuosen Heavyrock“. Wenige Monate zuvor hatte er den Stil als „US-Metal“ bezeichnet und Keel als Vergleich herangezogen.

## Diskografie

### Studioalben
- 1984: Vices
- 1985: Welcome to the Club
- 1986: Rock the World
- 2004: IV

### Singles
- 1981: Week-End Ride
- 1984: On the Road to Rock
- 1985: Comin’ After You
- 1985: With a Little Help from My Friends
- 1986: The Chain
- 1986: Nothin’s Gonna Stand in Our Way